# Brachycephalus crispus
Espèce
Brachycephalus crispus est une espèce d'amphibiens de la famille des Brachycephalidae.

## Répartition
Cette espèce est endémique de l'État de São Paulo au Brésil. Elle a été découverte à Cunha à 920 m d'altitude dans la Serra do Mar.

## Description
Cette espèce mesure de 9,5 à 15,6 mm

## Publication originale
- Condez, Clemente-Carvalho, Haddad & Reis, 2014 : A new species of Brachycephalus (Anura: Brachycephalidae) from the highlands of the Atlantic Forest, southeastern Brazil. Herpetologica, vol. 70, p. 89–99.